# 1-Bromperfluoroctan
1-Bromperfluoroctan ist eine chemische Verbindung aus der Gruppe der per- und polyfluorierten Alkylverbindungen (PFAS).

## Gewinnung und Darstellung
1-Bromperfluoroctan kann durch Telomerisation von Tetrafluorethylen über 1-Iodperfluoroctan gewonnen werden.

## Eigenschaften
1-Bromperfluoroctan ist eine Flüssigkeit, die praktisch unlöslich in Wasser ist.

## Verwendung
1-Bromperfluoroctan kann als Kontrastmittel in der Medizin verwendet werden. Die Verbindung wird auch als Sauerstoffträger untersucht und kann für chemische Synthesen eingesetzt werden.